# Carl Ludvig Obbarius
Carl Ludvig Johann Obbarius, född 31 augusti 1780 i Harzgerode i Anhalt-Bernburg, död 16 mars 1860 i Nora, var en tysk-svensk skogsman.
Carl Ludvig Obbarius var son till jägmästaren Johann Friedrich Obbarius. Efter att ha genomgått skogsakademien i Tharandt utförde han skogstaxeringar i Mecklenburg men kallades snart tillbaka till Anhalt-Bernburg för att taxera hertigdömets skogar, göra planer för deras avverkning och skötsel, införa ändamålsenligare kolningsmetoder med mera. I samband med det anlade han i Harzgerode en skoglig läroanstalt, där han själv med titeln assessor undervisade i skogsrätt. På grund av sjukdom tvigandes han 1829 lämna sitt arbete och övergick då till lantbruk. Obbarius kom till Sverige 1839, inkallad av Brukssocieteten för att organisera och som föreståndare leda dess nyinrättade skogsinstitut, där skogsförvaltare och skogvaktare skulle utbildas för de stora bruksskogarnas skötsel. Institutet var förlagt till olika platser i Västmanland: till Bysala under Fernaverken 1839–1844, Västsura under Ramnäs bruk 1843–1854 och Nora 1854–1860. Obbarius utförde ett samvetsgrant arbete vid institutet, som dock snart lades ned efter hans död. Hans pedagogiska författarskap var betydande, främst märks hans stora Lärobok i skogsvetenskapen (1-4, 1845–1848), varjämte han utgav Skogsnaturlära (1857) och publicerade artiklar i den av honom utgivna Tidskrift för skogshushållning samt i Jernkontorets annaler med mera. Obbarius arbete för skogshushållningens höjande belönades av Jernkontoret med dess stora guldmedalj 1850. Han var ordförande i Svenska skogshushållningssällskapet 1856.